# Neil Robertson

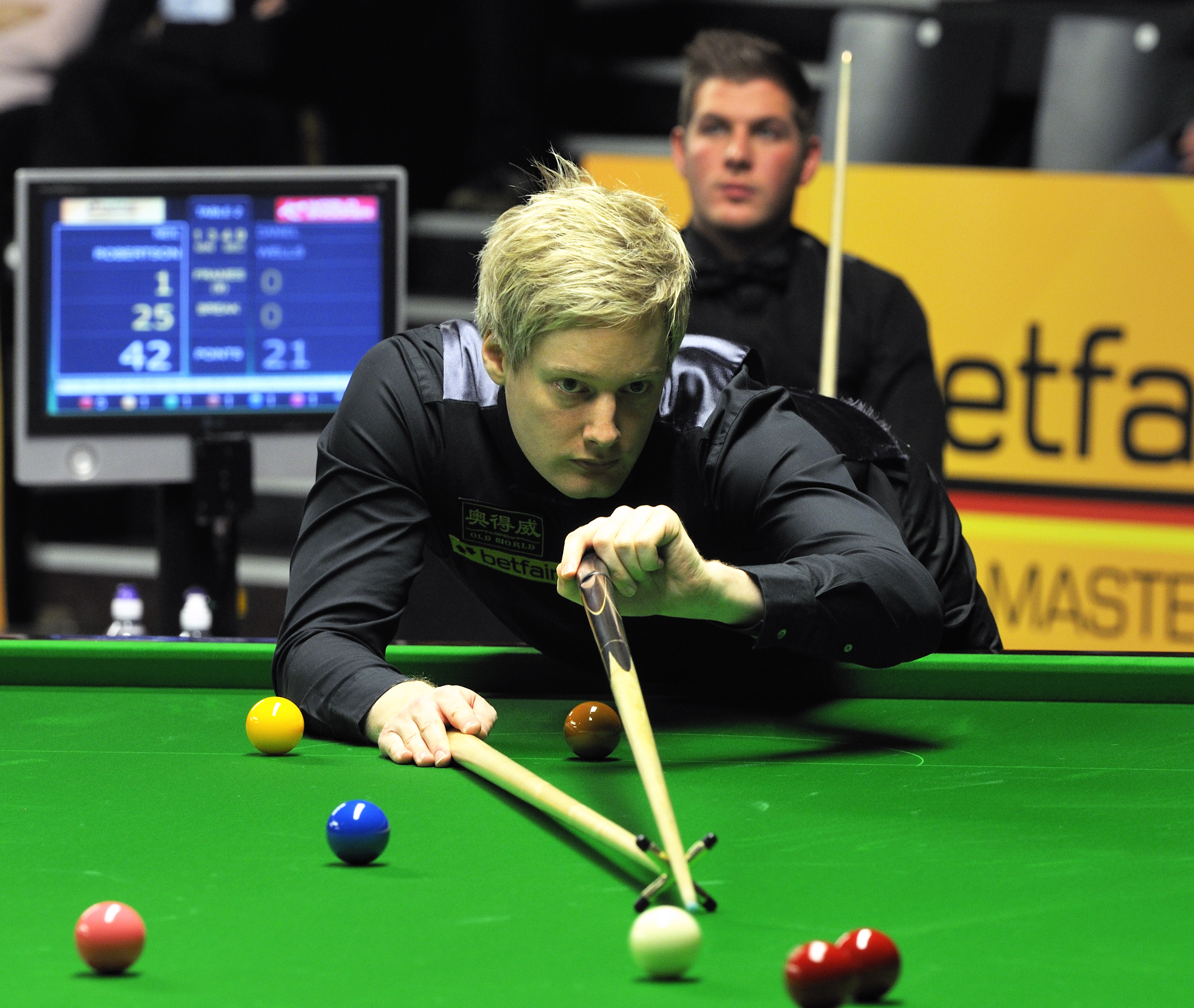
Neil Robertson, German Masters 2013.

Neil Robertson (ur. 11 lutego 1982 w Melbourne) – australijski snookerzysta; snookerowy mistrz świata z 2010 roku. Plasuje się na 4 miejscu pod względem zdobytych breaków stupunktowych w profesjonalnych turniejach, w sierpniu 2025 miał ich łącznie 993.

## Kariera
W wieku 14 lat został najmłodszym graczem w historii australijskiego snookera, który uzyskał 100-punktowy break. Od 1998 r. jest profesjonalnym snookerzystą. W 2003 r. odniósł pierwszy poważny sukces, wygrywając Mistrzostwa świata do lat 21, rozgrywane na Nowej Zelandii. Po tym sukcesie otrzymał tzw. dziką kartę, dzięki której od sezonu 2003/2004 mógł występować w eliminacjach do zawodów najwyższej rangi, organizowanych przez WPBSA.
W swym pierwszym sezonie w gronie najlepszych graczy największymi sukcesami Robertsona były osiągnięcie ćwierćfinału w European Open oraz druga runda Mistrzostw świata. W sezonie 2004/2005 największe sukcesy Neila to ćwierćfinały Welsh Open i Malta Cup oraz III runda Grand Prix. Na mistrzostwach świata w 2006 osiągnął ćwierćfinał, przegrywając ze Szkotem Graeme’em Dottem 12-13.
Po sezonie 2003/2004 zajmował 68. miejsce w rankingu 2-letnim, zaś 48. w tzw. rankingu prowizorycznym (kroczącym). Po sezonie 2004/2005 zajmował, odpowiednio, 28. i 13. miejsce.
29 października 2006 roku wygrał turniej Grand Prix w Aberdeen. W finale pokonał Jamiego Cope’a 9-5.
18 lutego 2007 roku w finale Welsh Open pokonał Andrew Higginsona 9-8. Po bardzo udanej pierwszej serii finałowej (6-2) i zaskakującym powrocie (6-8 po czternastym framie dla Higginsona, będącego swego rodzaju „finałowym debiutantem”), „Melbourne Machine” zgarnął pulę £35000 oraz awansował na wysokie siódme miejsce w prowizorycznym rankingu najlepszych graczy. Wraz z tym zwycięstwem stał się on pierwszym od dwóch lat, oraz czwartym pochodzącym spoza Wielkiej Brytanii lub Irlandii, zawodnikiem, który wygrał co najmniej dwa turnieje rankingowe w sezonie.
Od początku sezonu 2007/2008 wyniki Australijczyka znacznie pogorszyły się, co skutkowało dużym spadkiem na oficjalnej liście rankingowej. W sezonie 2008/2009 zajmował 10. pozycję, lecz w rankingu prowizorycznym spadł na 21. miejsce.
15 listopada 2008 roku odniósł swoje trzecie zwycięstwo w turnieju rankingowym. W finale Bahrain Championship pokonał Walijczyka Matthew Stevensa 9-7.
11 października 2009 roku zanotował czwarte zwycięstwo w turnieju rankingowym, po raz drugi w swojej karierze wygrywając Grand Prix. W finale pokonał Dinga Junhui 9-4. Po tym sukcesie awansował na trzecie miejsce prowizorycznej listy rankingowej. Jednocześnie został pierwszym snookerzystą spoza Wielkiej Brytanii oraz Irlandii, mającym na koncie cztery zwycięstwa w turniejach rankingowych.
1 kwietnia 2010 roku podczas China Open wbił swojego pierwszego maksymalnego breaka w turnieju rankingowym.
W rozgrywanych na przełomie kwietnia i maja 2010 roku Mistrzostwach świata dotarł do pierwszego w swojej karierze finału, gdzie po długim, defensywnym pojedynku pokonał Graeme’a Dotta 18-13, tym samym zostając drugim Australijczykiem po Horacym Lindrumie, który sięgnął po tytuł mistrza świata w snookerze (pierwszym w nowożytnej erze snookera) i jedynym Australijczykiem, który wygrał mistrzostwa świata w Crucible Theatre. Zaznaczyć należy, że chociaż teoretycznie pierwszym australijskim mistrzem świata w historii snookera był Horace Lindrum, to jednakże wygrał on w kwestionowanych przez wielu zawodach w 1952 roku, bowiem wobec bojkotu niemal wszystkich liczących się wtedy graczy, do zmagań przystąpiło wówczas zaledwie dwóch konkurentów.
W Mistrzostwach świata w 2011 roku w pierwszej rundzie przegrał 8-10 z późniejszym wicemistrzem Juddem Trumpem.
28 maja 2013 w kwalifikacjach do turnieju Wuxi Classic, grając przeciwko Mohamedowi Kairy, Robertson zrobił swojego drugiego oficjalnego maksymalnego brejka. W głównej fazie turnieju doszedł do finału. Tam zmierzył się z Johnem Higginsem. W finale przegrywał już 2-5 jednak wygrał 8 z 10 kolejnych frejmów co dało zwycięstwo 10-7 nad Szkotem. Była to jego druga wygrana w turnieju rozgrywanym w Chinach. W jego rodzinnych stronach, w turnieju Australian Open po raz kolejny doszedł do finału, gdzie uległ Marco Fu, przegrywając nieznacznie 6-9. W tym turnieju wbił 5 breaków 100 punktowych, w tym najwyższego – 138 – w całym turnieju. 8 grudnia 2013 Robertson w finale turnieju UK Championship pokonuje Marka Selby’ego 10-7 i staje się dzięki temu pierwszym spoza Europy zawodnikiem, który wygrał wszystkie trzy turnieje Trzech Koron (UK Championship, The Masters, Mistrzostwa Świata). W styczniu 2014 roku posiadał na swoim koncie 63 breaki stupunktowe w jednym profesjonalnym sezonie wyprzedzając Judda Trumpa, który miał wbitych 61 setek, wynik ten ciągle się zwiększał, został okrzyknięty przez Ronniego O’Sullivana, „prawdopodobnie najlepiej punktującym zawodnikiem wszech czasów”. 25 lutego 2014 grając przeciwko Rory’emu McLeodowi w Welsh Open wbija 87 break ponad stupunktowy. Dość pewnie doszedł do finału China Open 2014. Start w tym turnieju zaczął od pokonania w kwalifikacjach reprezentanta gospodarzy, Chińczyka Li Yana. Później po kolei pokonał: Anthony’ego Hamiltona 5-4, Marka Williamsa 5-4, Graeme’a Dotta 5-3, gdzie w finale musiał uznać wyższość znakomicie grającego Ding Junhuia, który wygrał przed swoją publicznością 5-10.
W Mistrzostwach w Sheffield wbił swojego setnego breaka stupunktowego w jednym sezonie. W całym turnieju wbił 10 breaków stupunktowych, a sezon 2013/2014 zakończył ze 103 „setkami”.
W 2014 roku po raz pierwszy udało mu się zatryumfować w jednym turnieju drugi raz z rzędu. Dokonał tego na chińskim Wuxi Classic, pokonując 10-9 Joe Perry’ego.
W finale Gdynia Open odbywającego się 26 lutego 2015 r. pokonał Marka Williamsa 4-0. Był to jego drugi zwycięski finał, poprzedni wygrał w 2012 r., pokonując 4-3 Jamiego Burnett’a.
Neil Robertson 15 listopada 2015 r. odniósł pierwsze zwycięstwo w sezonie 2015/2016, pokonując w finale turnieju Champion of Champions Marka Allena 10-5.
6 grudnia 2015 r. w finale UK Championship pokonał 10-5 Liang Wenbo, a ponadto, po raz trzeci w karierze, udało mu się wbić maksymalnego break’a.
Sezon 2016/2017 rozpoczął od zwycięstwa w Riga Masters, pokonując w finale Michaela Holta 5-2.
W I rundzie MŚ 2017, w pojedynku z Noppon’em Saengkham’em, wbił swoją 500. „setkę” w karierze (113 pkt.). Wynik ten uplasował go w rankingu na 4 miejscu, za takimi zawodnikami jak: Ronnie O’Sullivan, Stephen Hendry i John Higgins. W II rundzie MŚ, w pojedynku z Marco Fu, wbił 501. „setkę” (105 pkt.). Mistrzostwa Świata 2017 zakończył na drugiej rundzie, przegrywając z Marco Fu 11-13.
17 grudnia 2017 roku zwyciężył w turnieju Scottish Open, wygrywając 9-8 z Cao Yupengiem.
Na początku sezonu 2018/2019 ponownie wygrał w Riga Masters, zwyciężając w finale 5-2 z Jackiem Lisowskim. W I rundzie ManBetX Welsh Open 2019 wbił po raz 4 w karierze maksymalnego breaka w pojedynku z Jordanem Brownem. 17 lutego 2019 roku odniósł 15. zwycięstwo w turnieju rankingowym, pokonując w finale ManBetX Welsh Open 2019 9-7 Stuarta Binghama. Nagroda za najwyższego breaka w turnieju (147) przypadła Robertsonowi i Nopponowi Saengkhamiemu. W finale Players Championship 2019, rozegranym 10 marca w Preston, przegrał 4-10 z Ronniem O’Sullivanem, który wbił 1000 breaka stupunktowego w swojej karierze. 7 kwietnia 2019 roku odniósł 16. zwycięstwo w turnieju rankingowym, pokonując w finale China Open 11-4 Jacka Lisowskiego.
26 stycznia 2020 odniósł 17. zwycięstwo w turnieju rankingowym European Masters, pokonując w finale chińskiego zawodnika Zhou Yeulonga 9-0, a dwa tygodnie później, 9 lutego 2020, zwyciężył po raz 18. w turnieju rankingowym World Grand Prix – w finale pokonał Graeme’a Dotta 10-8. W finale UK Championship 2020, rozegranym 6 grudnia, pokonał Judda Trumpa 10:9 w emocjonującym finale – jest to jego trzecie zwycięstwo w tym prestiżowym turnieju.

## Występy w turniejach w karierze

### Turnieje rankingowe
| Turniej                      | 1998/ 99      | 1999/ 00      | 2000/ 01      | 2001/ 02      | 2003/ 04      | 2004/ 05      | 2005/ 06      | 2006/ 07      | 2007/ 08      | 2008/ 09      | 2009/ 10      | 2010/ 11      | 2011/ 12      | 2012/ 13      | 2013/ 14      | 2014/ 15      | 2015/ 16      | 2016/ 17      | 2017/ 18      | 2018/ 19      | 2019/ 20      | 2019/ 20      | 2020/ 21      | 2021/ 22      | 2022/ 23      | 2023/ 24      | 2024/ 25 | 2025/ 26 |
| ---------------------------- | ------------- | ------------- | ------------- | ------------- | ------------- | ------------- | ------------- | ------------- | ------------- | ------------- | ------------- | ------------- | ------------- | ------------- | ------------- | ------------- | ------------- | ------------- | ------------- | ------------- | ------------- | ------------- | ------------- | ------------- | ------------- | ------------- | -------- | -------- |
| Ranking                      |               |               |               | 118           |               | 68            | 28            | 13            | 7             | 10            | 9             | 2             | 5             | 7             | 2             | 3             | 3             | 5             | 7             | 10            | 4             | 4             | 3             | 4             | 4             | 6             | 28       | 8        |
| Championship League          | nie rozegrano | nie rozegrano | nie rozegrano | nie rozegrano | nie rozegrano | nie rozegrano | nie rozegrano | nie rozegrano | nierankingowy | nierankingowy | nierankingowy | nierankingowy | nierankingowy | nierankingowy | nierankingowy | nierankingowy | nierankingowy | nierankingowy | nierankingowy | nierankingowy | nierankingowy | nierankingowy | RR            | A             | A             | WD            | WD       | A        |
| Saudi Arabia Snooker Masters | nie rozegrano | nie rozegrano | nie rozegrano | nie rozegrano | nie rozegrano | nie rozegrano | nie rozegrano | nie rozegrano | nie rozegrano | nie rozegrano | nie rozegrano | nie rozegrano | nie rozegrano | nie rozegrano | nie rozegrano | nie rozegrano | nie rozegrano | nie rozegrano | nie rozegrano | nie rozegrano | nie rozegrano | nie rozegrano | nie rozegrano | nie rozegrano | nie rozegrano | nie rozegrano | QF       | W        |
| Wuhan Open                   | nie rozegrano | nie rozegrano | nie rozegrano | nie rozegrano | nie rozegrano | nie rozegrano | nie rozegrano | nie rozegrano | nie rozegrano | nie rozegrano | nie rozegrano | nie rozegrano | nie rozegrano | nie rozegrano | nie rozegrano | nie rozegrano | nie rozegrano | nie rozegrano | nie rozegrano | nie rozegrano | nie rozegrano | nie rozegrano | nie rozegrano | nie rozegrano | nie rozegrano | 1R            | 1R       |          |
| English Open                 | nie rozegrano | nie rozegrano | nie rozegrano | nie rozegrano | nie rozegrano | nie rozegrano | nie rozegrano | nie rozegrano | nie rozegrano | nie rozegrano | nie rozegrano | nie rozegrano | nie rozegrano | nie rozegrano | nie rozegrano | nie rozegrano | nie rozegrano | 3R            | QF            | 4R            | 3R            | 3R            | F             | W             | SF            | LQ            | W        |          |
| British Open                 | LQ            | A             | LQ            | LQ            | LQ            | 1R            | nie rozegrano | nie rozegrano | nie rozegrano | nie rozegrano | nie rozegrano | nie rozegrano | nie rozegrano | nie rozegrano | nie rozegrano | nie rozegrano | nie rozegrano | nie rozegrano | nie rozegrano | nie rozegrano | nie rozegrano | nie rozegrano | nie rozegrano | A             | A             | 1R            | 2R       |          |
| Xi'an Grand Prix             | nie rozegrano | nie rozegrano | nie rozegrano | nie rozegrano | nie rozegrano | nie rozegrano | nie rozegrano | nie rozegrano | nie rozegrano | nie rozegrano | nie rozegrano | nie rozegrano | nie rozegrano | nie rozegrano | nie rozegrano | nie rozegrano | nie rozegrano | nie rozegrano | nie rozegrano | nie rozegrano | nie rozegrano | nie rozegrano | nie rozegrano | nie rozegrano | nie rozegrano | nie rozegrano | 1R       |          |
| Northern Ireland Open        | nie rozegrano | nie rozegrano | nie rozegrano | nie rozegrano | nie rozegrano | nie rozegrano | nie rozegrano | nie rozegrano | nie rozegrano | nie rozegrano | nie rozegrano | nie rozegrano | nie rozegrano | nie rozegrano | nie rozegrano | nie rozegrano | nie rozegrano | A             | 3R            | 3R            | 1R            | 1R            | 2R            | 2R            | SF            | 1R            | QF       |          |
| International Championship   | nie rozegrano | nie rozegrano | nie rozegrano | nie rozegrano | nie rozegrano | nie rozegrano | nie rozegrano | nie rozegrano | nie rozegrano | nie rozegrano | nie rozegrano | nie rozegrano | nie rozegrano | F             | 3R            | 2R            | QF            | 3R            | 3R            | F             | 3R            | 3R            | nie rozegrano | nie rozegrano | nie rozegrano | 1R            | 2R       |          |
| UK Championship              | LQ            | LQ            | LQ            | 1R            | LQ            | 2R            | QF            | 2R            | 1R            | 2R            | 2R            | QF            | SF            | QF            | W             | 4R            | W             | 1R            | 3R            | 4R            | 4R            | 4R            | W             | 1R            | 1R            | 1R            | 1R       |          |
| Shoot Out                    | nie rozegrano | nie rozegrano | nie rozegrano | nie rozegrano | nie rozegrano | nie rozegrano | nie rozegrano | nie rozegrano | nie rozegrano | nie rozegrano | nie rozegrano | nierankingowy | nierankingowy | nierankingowy | nierankingowy | nierankingowy | nierankingowy | A             | A             | A             | A             | A             | A             | A             | A             | A             | 3R       |          |
| Scottish Open                | LQ            | A             | LQ            | LQ            | 2R            | nie rozegrano | nie rozegrano | nie rozegrano | nie rozegrano | nie rozegrano | nie rozegrano | nie rozegrano | nie rozegrano | MR            | nie rozegrano | nie rozegrano | nie rozegrano | 4R            | W             | 2R            | 4R            | 4R            | WD            | WD            | SF            | A             | 2R       |          |
| German Masters               | NR            | nie rozegrano | nie rozegrano | nie rozegrano | nie rozegrano | nie rozegrano | nie rozegrano | nie rozegrano | nie rozegrano | nie rozegrano | nie rozegrano | 1R            | 2R            | SF            | 2R            | QF            | LQ            | 1R            | LQ            | QF            | F             | F             | LQ            | 1R            | 2R            | 3R            | QF       |          |
| World Grand Prix             | nie rozegrano | nie rozegrano | nie rozegrano | nie rozegrano | nie rozegrano | nie rozegrano | nie rozegrano | nie rozegrano | nie rozegrano | nie rozegrano | nie rozegrano | nie rozegrano | nie rozegrano | nie rozegrano | nie rozegrano | NR            | 1R            | QF            | 2R            | 1R            | W             | W             | 1R            | F             | 1R            | DNQ           | W        |          |
| Players Championship         | nie rozegrano | nie rozegrano | nie rozegrano | nie rozegrano | nie rozegrano | nie rozegrano | nie rozegrano | nie rozegrano | nie rozegrano | nie rozegrano | nie rozegrano | DNQ           | F             | F             | 1R            | 2R            | DNQ           | QF            | QF            | F             | 1R            | 1R            | QF            | W             | DNQ           | DNQ           | SF       |          |
| Welsh Open                   | LQ            | A             | LQ            | LQ            | LQ            | QF            | 1R            | W             | 3R            | SF            | 2R            | 2R            | 1R            | 2R            | 3R            | 4R            | F             | 2R            | 2R            | W             | QF            | QF            | WD            | QF            | 1R            | 2R            | 2R       |          |
| World Open                   | LQ            | A             | LQ            | LQ            | LQ            | 3R            | 1R            | W             | RR            | 1R            | W             | W             | 2R            | SF            | 3R            | nie rozegrano | nie rozegrano | SF            | 3R            | 2R            | WD            | nie rozegrano | nie rozegrano | nie rozegrano | nie rozegrano | SF            | WD       |          |
| Tour Championship            | nie rozegrano | nie rozegrano | nie rozegrano | nie rozegrano | nie rozegrano | nie rozegrano | nie rozegrano | nie rozegrano | nie rozegrano | nie rozegrano | nie rozegrano | nie rozegrano | nie rozegrano | nie rozegrano | nie rozegrano | nie rozegrano | nie rozegrano | nie rozegrano | nie rozegrano | F             | QF            | QF            | W             | W             | DNQ           | DNQ           | QF       |          |
| World Championship           | LQ            | WD            | LQ            | LQ            | LQ            | 1R            | QF            | 2R            | 2R            | SF            | W             | 1R            | QF            | 1R            | SF            | QF            | 1R            | 2R            | 1R            | QF            | QF            | QF            | QF            | 2R            | 2R            | LQ            | 1R       |          |

### Turnieje nierankingowe
| Turniej               | 1998/ 99      | 1999/ 00      | 2000/ 01      | 2001/ 02      | 2003/ 04      | 2004/ 05      | 2005/ 06      | 2006/ 07      | 2007/ 08      | 2008/ 09      | 2009/ 10      | 2010/ 11      | 2011/ 12      | 2012/ 13      | 2013/ 14   | 2014/ 15   | 2015/ 16   | 2016/ 17   | 2017/ 18   | 2018/ 19 | 2019/ 20 | 2019/ 20 | 2020/ 21      | 2021/ 22      | 2022/ 23      | 2023/ 24 | 2024/ 25 | 2025/ 26 |
| --------------------- | ------------- | ------------- | ------------- | ------------- | ------------- | ------------- | ------------- | ------------- | ------------- | ------------- | ------------- | ------------- | ------------- | ------------- | ---------- | ---------- | ---------- | ---------- | ---------- | -------- | -------- | -------- | ------------- | ------------- | ------------- | -------- | -------- | -------- |
| Shanghai Masters      | nie rozegrano | nie rozegrano | nie rozegrano | nie rozegrano | nie rozegrano | nie rozegrano | nie rozegrano | nie rozegrano | rankingowy    | rankingowy    | rankingowy    | rankingowy    | rankingowy    | rankingowy    | rankingowy | rankingowy | rankingowy | rankingowy | rankingowy | 2R       | SF       | SF       | nie rozegrano | nie rozegrano | nie rozegrano | SF       | A        | 2R       |
| Champion of Champions | nie rozegrano | nie rozegrano | nie rozegrano | nie rozegrano | nie rozegrano | nie rozegrano | nie rozegrano | nie rozegrano | nie rozegrano | nie rozegrano | nie rozegrano | nie rozegrano | nie rozegrano | nie rozegrano | SF         | SF         | W          | 1R         | 1R         | QF       | W        | W        | F             | QF            | 1R            | A        | SF       |          |
| The Masters           | A             | A             | LQ            | A             | WR            | A             | LQ            | QF            | 1R            | QF            | 1R            | QF            | W             | F             | QF         | F          | QF         | QF         | A          | SF       | 1R       | 1R       | 1R            | W             | 1R            | 1R       | QF       |          |
| Championship League   | nie rozegrano | nie rozegrano | nie rozegrano | nie rozegrano | nie rozegrano | nie rozegrano | nie rozegrano | nie rozegrano | RR            | RR            | SF            | RR            | 2R            | RR            | RR         | WD         | WD         | RR         | WD         | SF       | 2R       | RR       | RR            | WD            | SF            | 2R       | RR       |          |

### Byłe turnieje rankingowe
| Thailand Masters           | LQ            | A             | LQ            | LQ            | nie rozegrano | nie rozegrano | nie rozegrano | NR            | nie rozegrano | nie rozegrano | nie rozegrano | nie rozegrano | nie rozegrano | nie rozegrano | nie rozegrano | nie rozegrano | nie rozegrano | nie rozegrano | nie rozegrano | nie rozegrano | nie rozegrano | nie rozegrano | nie rozegrano | nie rozegrano | nie rozegrano | nie rozegrano | nie rozegrano | nie rozegrano | nie rozegrano | nie rozegrano | nie rozegrano | nie rozegrano | nie rozegrano | nie rozegrano | nie rozegrano | nie rozegrano | nie rozegrano | nie rozegrano |               |               |               |               |               |               |               |               |               |               |               |               |               |               |
| Irish Masters              | nierankingowy | nierankingowy | nierankingowy | nierankingowy | LQ            | LQ            | NH            | NR            | nie rozegrano | nie rozegrano | nie rozegrano | nie rozegrano | nie rozegrano | nie rozegrano | nie rozegrano | nie rozegrano | nie rozegrano | nie rozegrano | nie rozegrano | nie rozegrano | nie rozegrano | nie rozegrano | nie rozegrano | nie rozegrano | nie rozegrano | nie rozegrano | nie rozegrano | nie rozegrano | nie rozegrano | nie rozegrano | nie rozegrano | nie rozegrano | nie rozegrano | nie rozegrano | nie rozegrano | nie rozegrano | nie rozegrano | nie rozegrano |               |               |               |               |               |               |               |               |               |               |               |               |               |               |
| Northern Ireland Trophy    | nie rozegrano | nie rozegrano | nie rozegrano | nie rozegrano | nie rozegrano | nie rozegrano | NR            | 3R            | QF            | 2R            | nie rozegrano | nie rozegrano | nie rozegrano | nie rozegrano | nie rozegrano | nie rozegrano | nie rozegrano | nie rozegrano | nie rozegrano | nie rozegrano | nie rozegrano | nie rozegrano | nie rozegrano | nie rozegrano | nie rozegrano | nie rozegrano | nie rozegrano | nie rozegrano | nie rozegrano | nie rozegrano | nie rozegrano | nie rozegrano | nie rozegrano | nie rozegrano | nie rozegrano | nie rozegrano | nie rozegrano | nie rozegrano | nie rozegrano | nie rozegrano |               |               |               |               |               |               |               |               |               |               |               |               |
| Bahrain Championship       | nie rozegrano | nie rozegrano | nie rozegrano | nie rozegrano | nie rozegrano | nie rozegrano | nie rozegrano | nie rozegrano | nie rozegrano | W             | nie rozegrano | nie rozegrano | nie rozegrano | nie rozegrano | nie rozegrano | nie rozegrano | nie rozegrano | nie rozegrano | nie rozegrano | nie rozegrano | nie rozegrano | nie rozegrano | nie rozegrano | nie rozegrano | nie rozegrano | nie rozegrano | nie rozegrano | nie rozegrano | nie rozegrano | nie rozegrano | nie rozegrano | nie rozegrano | nie rozegrano | nie rozegrano | nie rozegrano | nie rozegrano | nie rozegrano | nie rozegrano | nie rozegrano | nie rozegrano |               |               |               |               |               |               |               |               |               |               |               |               |
| Wuxi Classic               | nie rozegrano | nie rozegrano | nie rozegrano | nie rozegrano | nie rozegrano | nie rozegrano | nie rozegrano | nie rozegrano | nie rozegrano | nierankingowy | nierankingowy | nierankingowy | nierankingowy | 1R            | W             | W             | nie rozegrano | nie rozegrano | nie rozegrano | nie rozegrano | nie rozegrano | nie rozegrano | nie rozegrano | nie rozegrano | nie rozegrano | nie rozegrano | nie rozegrano | nie rozegrano | nie rozegrano | nie rozegrano | nie rozegrano | nie rozegrano | nie rozegrano | nie rozegrano | nie rozegrano | nie rozegrano | nie rozegrano | nie rozegrano | nie rozegrano | nie rozegrano | nie rozegrano | nie rozegrano | nie rozegrano | nie rozegrano | nie rozegrano | nie rozegrano |               |               |               |               |               |               |
| Australian Goldfields Open | nie rozegrano | nie rozegrano | nie rozegrano | nie rozegrano | nie rozegrano | nie rozegrano | nie rozegrano | nie rozegrano | nie rozegrano | nie rozegrano | nie rozegrano | nie rozegrano | 2R            | 2R            | F             | F             | 1R            | nie rozegrano | nie rozegrano | nie rozegrano | nie rozegrano | nie rozegrano | nie rozegrano | nie rozegrano | nie rozegrano | nie rozegrano | nie rozegrano | nie rozegrano | nie rozegrano | nie rozegrano | nie rozegrano | nie rozegrano | nie rozegrano | nie rozegrano | nie rozegrano | nie rozegrano | nie rozegrano | nie rozegrano | nie rozegrano | nie rozegrano | nie rozegrano | nie rozegrano | nie rozegrano | nie rozegrano | nie rozegrano | nie rozegrano | nie rozegrano |               |               |               |               |               |
| Shanghai Masters           | nie rozegrano | nie rozegrano | nie rozegrano | nie rozegrano | nie rozegrano | nie rozegrano | nie rozegrano | nie rozegrano | 1R            | 2R            | 1R            | 1R            | SF            | 2R            | QF            | 1R            | 1R            | 1R            | LQ            | Non-Ranking   | Non-Ranking   | Non-Ranking   | nie rozegrano | nie rozegrano | nie rozegrano | Non-Ranking   | Non-Ranking   | Non-Ranking   |               |               |               |               |               |               |               |               |               |               |               |               |               |               |               |               |               |               |               |               |               |               |               |               |
| Indian Open                | nie rozegrano | nie rozegrano | nie rozegrano | nie rozegrano | nie rozegrano | nie rozegrano | nie rozegrano | nie rozegrano | nie rozegrano | nie rozegrano | nie rozegrano | nie rozegrano | nie rozegrano | nie rozegrano | QF            | A             | NH            | A             | WD            | WD            | nie rozegrano | nie rozegrano | nie rozegrano | nie rozegrano | nie rozegrano | nie rozegrano | nie rozegrano | nie rozegrano | nie rozegrano | nie rozegrano | nie rozegrano | nie rozegrano | nie rozegrano | nie rozegrano | nie rozegrano | nie rozegrano | nie rozegrano | nie rozegrano | nie rozegrano | nie rozegrano | nie rozegrano | nie rozegrano | nie rozegrano | nie rozegrano | nie rozegrano | nie rozegrano | nie rozegrano | nie rozegrano | nie rozegrano | nie rozegrano |               |               |
| China Open                 | LQ            | A             | LQ            | LQ            | NH            | LQ            | 1R            | 2R            | 1R            | 2R            | 2R            | 2R            | QF            | W             | F             | 1R            | 1R            | A             | SF            | W             | nie rozegrano | nie rozegrano | nie rozegrano | nie rozegrano | nie rozegrano | nie rozegrano | nie rozegrano | nie rozegrano | nie rozegrano | nie rozegrano | nie rozegrano | nie rozegrano | nie rozegrano | nie rozegrano | nie rozegrano | nie rozegrano | nie rozegrano | nie rozegrano | nie rozegrano | nie rozegrano | nie rozegrano | nie rozegrano | nie rozegrano | nie rozegrano | nie rozegrano | nie rozegrano | nie rozegrano | nie rozegrano | nie rozegrano | nie rozegrano |               |               |
| Riga Masters               | nie rozegrano | nie rozegrano | nie rozegrano | nie rozegrano | nie rozegrano | nie rozegrano | nie rozegrano | nie rozegrano | nie rozegrano | nie rozegrano | nie rozegrano | nie rozegrano | nie rozegrano | nie rozegrano | nie rozegrano | MR            | MR            | W             | 1R            | W             | WD            | WD            | nie rozegrano | nie rozegrano | nie rozegrano | nie rozegrano | nie rozegrano | nie rozegrano | nie rozegrano | nie rozegrano | nie rozegrano | nie rozegrano | nie rozegrano | nie rozegrano | nie rozegrano | nie rozegrano | nie rozegrano | nie rozegrano | nie rozegrano | nie rozegrano | nie rozegrano | nie rozegrano | nie rozegrano | nie rozegrano | nie rozegrano | nie rozegrano | nie rozegrano | nie rozegrano | nie rozegrano | nie rozegrano | nie rozegrano | nie rozegrano |
| China Championship         | nie rozegrano | nie rozegrano | nie rozegrano | nie rozegrano | nie rozegrano | nie rozegrano | nie rozegrano | nie rozegrano | nie rozegrano | nie rozegrano | nie rozegrano | nie rozegrano | nie rozegrano | nie rozegrano | nie rozegrano | nie rozegrano | nie rozegrano | NR            | 1R            | 2R            | 2R            | 2R            | nie rozegrano | nie rozegrano | nie rozegrano | nie rozegrano | nie rozegrano | nie rozegrano | nie rozegrano | nie rozegrano | nie rozegrano | nie rozegrano | nie rozegrano | nie rozegrano | nie rozegrano | nie rozegrano | nie rozegrano | nie rozegrano | nie rozegrano | nie rozegrano | nie rozegrano | nie rozegrano | nie rozegrano | nie rozegrano | nie rozegrano | nie rozegrano | nie rozegrano | nie rozegrano | nie rozegrano | nie rozegrano | nie rozegrano | nie rozegrano |
| Gibraltar Open             | nie rozegrano | nie rozegrano | nie rozegrano | nie rozegrano | nie rozegrano | nie rozegrano | nie rozegrano | nie rozegrano | nie rozegrano | nie rozegrano | nie rozegrano | nie rozegrano | nie rozegrano | nie rozegrano | nie rozegrano | nie rozegrano | MR            | QF            | A             | A             | WD            | WD            | 1R            | 4R            | nie rozegrano | nie rozegrano | nie rozegrano | nie rozegrano |               |               |               |               |               |               |               |               |               |               |               |               |               |               |               |               |               |               |               |               |               |               |               |               |
| WST Classic                | nie rozegrano | nie rozegrano | nie rozegrano | nie rozegrano | nie rozegrano | nie rozegrano | nie rozegrano | nie rozegrano | nie rozegrano | nie rozegrano | nie rozegrano | nie rozegrano | nie rozegrano | nie rozegrano | nie rozegrano | nie rozegrano | nie rozegrano | nie rozegrano | nie rozegrano | nie rozegrano | nie rozegrano | nie rozegrano | nie rozegrano | nie rozegrano | 2R            | nie rozegrano | nie rozegrano | nie rozegrano |               |               |               |               |               |               |               |               |               |               |               |               |               |               |               |               |               |               |               |               |               |               |               |               |
| European Masters           | LQ            | nie rozegrano | nie rozegrano | LQ            | QF            | QF            | 1R            | 2R            | NR            | nie rozegrano | nie rozegrano | nie rozegrano | nie rozegrano | nie rozegrano | nie rozegrano | nie rozegrano | nie rozegrano | SF            | 3R            | 1R            | W             | W             | QF            | 2R            | A             | LQ            | nie rozegrano | nie rozegrano |               |               |               |               |               |               |               |               |               |               |               |               |               |               |               |               |               |               |               |               |               |               |               |               |

### Byłe turnieje nierankingowe
| Northern Ireland Trophy    | nie rozegrano | nie rozegrano | nie rozegrano | nie rozegrano | nie rozegrano | nie rozegrano | SF            | rankingowy    | rankingowy    | rankingowy    | nie rozegrano | nie rozegrano | nie rozegrano | nie rozegrano | nie rozegrano | nie rozegrano | nie rozegrano | nie rozegrano | nie rozegrano | nie rozegrano | nie rozegrano | nie rozegrano | nie rozegrano | nie rozegrano | nie rozegrano | nie rozegrano | nie rozegrano | nie rozegrano | nie rozegrano | nie rozegrano | nie rozegrano | nie rozegrano | nie rozegrano | nie rozegrano | nie rozegrano | nie rozegrano | nie rozegrano | nie rozegrano | nie rozegrano | nie rozegrano |               |               |               |               |               |               |               |               |               |               |               |               |
| Irish Masters              | A             | A             | A             | A             | Ranking       | Ranking       | NH            | RR            | nie rozegrano | nie rozegrano | nie rozegrano | nie rozegrano | nie rozegrano | nie rozegrano | nie rozegrano | nie rozegrano | nie rozegrano | nie rozegrano | nie rozegrano | nie rozegrano | nie rozegrano | nie rozegrano | nie rozegrano | nie rozegrano | nie rozegrano | nie rozegrano | nie rozegrano | nie rozegrano | nie rozegrano | nie rozegrano | nie rozegrano | nie rozegrano | nie rozegrano | nie rozegrano | nie rozegrano | nie rozegrano | nie rozegrano | nie rozegrano |               |               |               |               |               |               |               |               |               |               |               |               |               |               |
| Pot Black                  | nie rozegrano | nie rozegrano | nie rozegrano | nie rozegrano | nie rozegrano | nie rozegrano | A             | A             | QF            | nie rozegrano | nie rozegrano | nie rozegrano | nie rozegrano | nie rozegrano | nie rozegrano | nie rozegrano | nie rozegrano | nie rozegrano | nie rozegrano | nie rozegrano | nie rozegrano | nie rozegrano | nie rozegrano | nie rozegrano | nie rozegrano | nie rozegrano | nie rozegrano | nie rozegrano | nie rozegrano | nie rozegrano | nie rozegrano | nie rozegrano | nie rozegrano | nie rozegrano | nie rozegrano | nie rozegrano | nie rozegrano | nie rozegrano | nie rozegrano |               |               |               |               |               |               |               |               |               |               |               |               |               |
| Malta Cup                  | nie rozegrano | nie rozegrano | nie rozegrano | rankingowy    | rankingowy    | rankingowy    | rankingowy    | rankingowy    | RR            | nie rozegrano | nie rozegrano | nie rozegrano | nie rozegrano | nie rozegrano | nie rozegrano | nie rozegrano | nie rozegrano | rankingowy    | rankingowy    | rankingowy    | rankingowy    | rankingowy    | rankingowy    | rankingowy    | rankingowy    | rankingowy    | rankingowy    | rankingowy    | rankingowy    | rankingowy    | rankingowy    | rankingowy    | rankingowy    | rankingowy    | rankingowy    | rankingowy    | rankingowy    | rankingowy    | rankingowy    | rankingowy    | rankingowy    | rankingowy    | rankingowy    | rankingowy    | rankingowy    | rankingowy    | rankingowy    |               |               |               |               |               |
| Masters Qualifying Event   | A             | A             | A             | A             | W             | NH            | A             | A             | A             | A             | nie rozegrano | nie rozegrano | nie rozegrano | nie rozegrano | nie rozegrano | nie rozegrano | nie rozegrano | nie rozegrano | nie rozegrano | nie rozegrano | nie rozegrano | nie rozegrano | nie rozegrano | nie rozegrano | nie rozegrano | nie rozegrano | nie rozegrano | nie rozegrano | nie rozegrano | nie rozegrano | nie rozegrano | nie rozegrano | nie rozegrano | nie rozegrano | nie rozegrano | nie rozegrano | nie rozegrano | nie rozegrano | nie rozegrano | nie rozegrano |               |               |               |               |               |               |               |               |               |               |               |               |
| Hainan Classic             | nie rozegrano | nie rozegrano | nie rozegrano | nie rozegrano | nie rozegrano | nie rozegrano | nie rozegrano | nie rozegrano | nie rozegrano | nie rozegrano | nie rozegrano | RR            | nie rozegrano | nie rozegrano | nie rozegrano | nie rozegrano | nie rozegrano | nie rozegrano | nie rozegrano | nie rozegrano | nie rozegrano | nie rozegrano | nie rozegrano | nie rozegrano | nie rozegrano | nie rozegrano | nie rozegrano | nie rozegrano | nie rozegrano | nie rozegrano | nie rozegrano | nie rozegrano | nie rozegrano | nie rozegrano | nie rozegrano | nie rozegrano | nie rozegrano | nie rozegrano | nie rozegrano | nie rozegrano | nie rozegrano | nie rozegrano |               |               |               |               |               |               |               |               |               |               |
| Wuxi Classic               | nie rozegrano | nie rozegrano | nie rozegrano | nie rozegrano | nie rozegrano | nie rozegrano | nie rozegrano | nie rozegrano | nie rozegrano | RR            | A             | A             | A             | rankingowy    | rankingowy    | rankingowy    | nie rozegrano | nie rozegrano | nie rozegrano | nie rozegrano | nie rozegrano | nie rozegrano | nie rozegrano | nie rozegrano | nie rozegrano | nie rozegrano | nie rozegrano | nie rozegrano | nie rozegrano | nie rozegrano | nie rozegrano | nie rozegrano | nie rozegrano | nie rozegrano | nie rozegrano | nie rozegrano | nie rozegrano | nie rozegrano | nie rozegrano | nie rozegrano | nie rozegrano | nie rozegrano | nie rozegrano | nie rozegrano | nie rozegrano | nie rozegrano |               |               |               |               |               |               |
| Power Snooker              | nie rozegrano | nie rozegrano | nie rozegrano | nie rozegrano | nie rozegrano | nie rozegrano | nie rozegrano | nie rozegrano | nie rozegrano | nie rozegrano | nie rozegrano | QF            | SF            | nie rozegrano | nie rozegrano | nie rozegrano | nie rozegrano | nie rozegrano | nie rozegrano | nie rozegrano | nie rozegrano | nie rozegrano | nie rozegrano | nie rozegrano | nie rozegrano | nie rozegrano | nie rozegrano | nie rozegrano | nie rozegrano | nie rozegrano | nie rozegrano | nie rozegrano | nie rozegrano | nie rozegrano | nie rozegrano | nie rozegrano | nie rozegrano | nie rozegrano | nie rozegrano | nie rozegrano | nie rozegrano | nie rozegrano | nie rozegrano |               |               |               |               |               |               |               |               |               |
| Premier League Snooker     | A             | A             | A             | A             | A             | A             | A             | A             | RR            | A             | RR            | SF            | RR            | SF            | nie rozegrano | nie rozegrano | nie rozegrano | nie rozegrano | nie rozegrano | nie rozegrano | nie rozegrano | nie rozegrano | nie rozegrano | nie rozegrano | nie rozegrano | nie rozegrano | nie rozegrano | nie rozegrano | nie rozegrano | nie rozegrano | nie rozegrano | nie rozegrano | nie rozegrano | nie rozegrano | nie rozegrano | nie rozegrano | nie rozegrano | nie rozegrano | nie rozegrano | nie rozegrano | nie rozegrano | nie rozegrano | nie rozegrano | nie rozegrano |               |               |               |               |               |               |               |               |
| World Grand Prix           | nie rozegrano | nie rozegrano | nie rozegrano | nie rozegrano | nie rozegrano | nie rozegrano | nie rozegrano | nie rozegrano | nie rozegrano | nie rozegrano | nie rozegrano | nie rozegrano | nie rozegrano | nie rozegrano | nie rozegrano | 2R            | rankingowy    | rankingowy    | rankingowy    | rankingowy    | rankingowy    | rankingowy    | rankingowy    | rankingowy    | rankingowy    | rankingowy    | rankingowy    | rankingowy    | rankingowy    | rankingowy    | rankingowy    | rankingowy    | rankingowy    | rankingowy    | rankingowy    | rankingowy    | rankingowy    | rankingowy    | rankingowy    | rankingowy    | rankingowy    | rankingowy    | rankingowy    | rankingowy    | rankingowy    | rankingowy    |               |               |               |               |               |               |
| General Cup                | nie rozegrano | nie rozegrano | nie rozegrano | nie rozegrano | nie rozegrano | A             | nie rozegrano | nie rozegrano | nie rozegrano | nie rozegrano | A             | NH            | A             | W             | F             | A             | A             | nie rozegrano | nie rozegrano | nie rozegrano | nie rozegrano | nie rozegrano | nie rozegrano | nie rozegrano | nie rozegrano | nie rozegrano | nie rozegrano | nie rozegrano | nie rozegrano | nie rozegrano | nie rozegrano | nie rozegrano | nie rozegrano | nie rozegrano | nie rozegrano | nie rozegrano | nie rozegrano | nie rozegrano | nie rozegrano | nie rozegrano | nie rozegrano | nie rozegrano | nie rozegrano | nie rozegrano | nie rozegrano | nie rozegrano | nie rozegrano |               |               |               |               |               |
| Shoot Out                  | nie rozegrano | nie rozegrano | nie rozegrano | nie rozegrano | nie rozegrano | nie rozegrano | nie rozegrano | nie rozegrano | nie rozegrano | nie rozegrano | nie rozegrano | QF            | A             | A             | A             | A             | A             | rankingowy    | rankingowy    | rankingowy    | rankingowy    | rankingowy    | rankingowy    | rankingowy    | rankingowy    | rankingowy    | rankingowy    | rankingowy    | rankingowy    | rankingowy    | rankingowy    | rankingowy    | rankingowy    | rankingowy    | rankingowy    | rankingowy    | rankingowy    | rankingowy    | rankingowy    | rankingowy    | rankingowy    | rankingowy    | rankingowy    | rankingowy    | rankingowy    | rankingowy    | rankingowy    |               |               |               |               |               |
| China Championship         | nie rozegrano | nie rozegrano | nie rozegrano | nie rozegrano | nie rozegrano | nie rozegrano | nie rozegrano | nie rozegrano | nie rozegrano | nie rozegrano | nie rozegrano | nie rozegrano | nie rozegrano | nie rozegrano | nie rozegrano | nie rozegrano | nie rozegrano | 1R            | rankingowy    | rankingowy    | rankingowy    | rankingowy    | nie rozegrano | nie rozegrano | nie rozegrano | nie rozegrano | nie rozegrano | nie rozegrano | nie rozegrano | nie rozegrano | nie rozegrano | nie rozegrano | nie rozegrano | nie rozegrano | nie rozegrano | nie rozegrano | nie rozegrano | nie rozegrano | nie rozegrano | nie rozegrano | nie rozegrano | nie rozegrano | nie rozegrano | nie rozegrano | nie rozegrano | nie rozegrano | nie rozegrano | nie rozegrano | nie rozegrano | nie rozegrano | nie rozegrano | nie rozegrano |
| Romanian Masters           | nie rozegrano | nie rozegrano | nie rozegrano | nie rozegrano | nie rozegrano | nie rozegrano | nie rozegrano | nie rozegrano | nie rozegrano | nie rozegrano | nie rozegrano | nie rozegrano | nie rozegrano | nie rozegrano | nie rozegrano | nie rozegrano | nie rozegrano | nie rozegrano | 1R            | nie rozegrano | nie rozegrano | nie rozegrano | nie rozegrano | nie rozegrano | nie rozegrano | nie rozegrano | nie rozegrano | nie rozegrano | nie rozegrano | nie rozegrano | nie rozegrano | nie rozegrano | nie rozegrano | nie rozegrano | nie rozegrano | nie rozegrano | nie rozegrano | nie rozegrano | nie rozegrano | nie rozegrano | nie rozegrano | nie rozegrano | nie rozegrano | nie rozegrano | nie rozegrano | nie rozegrano | nie rozegrano | nie rozegrano | nie rozegrano |               |               |               |
| Hong Kong Masters          | nie rozegrano | nie rozegrano | nie rozegrano | nie rozegrano | nie rozegrano | nie rozegrano | nie rozegrano | nie rozegrano | nie rozegrano | nie rozegrano | nie rozegrano | nie rozegrano | nie rozegrano | nie rozegrano | nie rozegrano | nie rozegrano | nie rozegrano | nie rozegrano | W             | nie rozegrano | nie rozegrano | nie rozegrano | nie rozegrano | nie rozegrano | SF            | nie rozegrano | nie rozegrano | nie rozegrano |               |               |               |               |               |               |               |               |               |               |               |               |               |               |               |               |               |               |               |               |               |               |               |               |
| Six-red World Championship | nie rozegrano | nie rozegrano | nie rozegrano | nie rozegrano | nie rozegrano | nie rozegrano | nie rozegrano | nie rozegrano | nie rozegrano | A             | A             | A             | NH            | A             | F             | A             | A             | A             | A             | A             | A             | A             | nie rozegrano | nie rozegrano | A             | nie rozegrano | nie rozegrano | nie rozegrano |               |               |               |               |               |               |               |               |               |               |               |               |               |               |               |               |               |               |               |               |               |               |               |               |

| Legenda tabeli wyników              | Legenda tabeli wyników       | Legenda tabeli wyników                     | Legenda tabeli wyników                                                              | Legenda tabeli wyników                     | Legenda tabeli wyników                     |
| ----------------------------------- | ---------------------------- | ------------------------------------------ | ----------------------------------------------------------------------------------- | ------------------------------------------ | ------------------------------------------ |
| LQ                                  | odpadnięcie w kwalifikacjach | #R                                         | odpadnięcie we wczesnej fazie turnieju (WR = runda dzikich kart, RR = faza grupowa) | QF                                         | przegrana w ćwierćfinale                   |
| SF                                  | przegrana w półfinale        | F                                          | przegrana w finale                                                                  | W                                          | zwycięstwo                                 |
| DNQ                                 | nie zakwalifikował/a się     | A                                          | nie brał/a udziału                                                                  | WD                                         | zrezygnował/a w trakcie turnieju           |
| Legenda oznaczeń w tabelach wyników |                              |                                            |                                                                                     |                                            |                                            |
| NH / Nie roz.                       | NH / Nie roz.                | Turniej nie odbył się.                     | Turniej nie odbył się.                                                              | Turniej nie odbył się.                     | Turniej nie odbył się.                     |
| NR / Nie-rank.                      | NR / Nie-rank.               | Turniej nie był zaliczany jako rankingowy. | Turniej nie był zaliczany jako rankingowy.                                          | Turniej nie był zaliczany jako rankingowy. | Turniej nie był zaliczany jako rankingowy. |
| R / Rank.                           | R / Rank.                    | Turniej był zaliczany jako rankingowy.     | Turniej był zaliczany jako rankingowy.                                              | Turniej był zaliczany jako rankingowy.     | Turniej był zaliczany jako rankingowy.     |
| MR / Minor-Rank.                    | MR / Minor-Rank.             | Turniej był zaliczany jako minor ranking.  | Turniej był zaliczany jako minor ranking.                                           | Turniej był zaliczany jako minor ranking.  | Turniej był zaliczany jako minor ranking.  |

## Finały w karierze

### Finały rankingowe: 39 (26-15)
| Legenda                  |
| ------------------------ |
| Mistrzostwa Świata (1–0) |
| UK Championship (3–0)    |
| Inne (20–13)             |

| Rezultat  |     | Rok  | Turniej                              | Przeciwnik        | Wynik |
| --------- | --- | ---- | ------------------------------------ | ----------------- | ----- |
| Zwycięzca | 1.  | 2006 | Grand Prix                           | Jamie Cope        | 9–5   |
| Zwycięzca | 2.  | 2007 | Welsh Open                           | Andrew Higginson  | 9–8   |
| Zwycięzca | 3.  | 2008 | Bahrain Championship                 | Matthew Stevens   | 9–7   |
| Zwycięzca | 4.  | 2009 | Grand Prix (2)                       | Ding Junhui       | 9–4   |
| Zwycięzca | 5.  | 2010 | World Championship                   | Graeme Dott       | 18–13 |
| Zwycięzca | 6.  | 2010 | World Open (3)                       | Ronnie O’Sullivan | 5–1   |
| Finalista | 1.  | 2012 | Players Tour Championship Finals     | Stephen Lee       | 0–4   |
| Finalista | 2.  | 2012 | International Championship           | Judd Trump        | 8–10  |
| Finalista | 3.  | 2013 | Players Tour Championship Finals (2) | Ding Junhui       | 3–4   |
| Zwycięzca | 7.  | 2013 | China Open                           | Mark Selby        | 10–6  |
| Zwycięzca | 8.  | 2013 | Wuxi Classic                         | John Higgins      | 10–7  |
| Finalista | 4.  | 2013 | Australian Goldfields Open           | Marco Fu          | 6–9   |
| Zwycięzca | 9.  | 2013 | UK Championship                      | Mark Selby        | 10–7  |
| Finalista | 5.  | 2014 | China Open                           | Ding Junhui       | 5–10  |
| Zwycięzca | 10. | 2014 | Wuxi Classic (2)                     | Joe Perry         | 10–9  |
| Finalista | 6.  | 2014 | Australian Goldfields Open (2)       | Judd Trump        | 5–9   |
| Zwycięzca | 11. | 2015 | UK Championship (2)                  | Liang Wenbo       | 10–5  |
| Finalista | 7.  | 2016 | Welsh Open                           | Ronnie O’Sullivan | 5–9   |
| Zwycięzca | 12. | 2016 | Riga Masters                         | Michael Holt      | 5–2   |
| Zwycięzca | 13. | 2017 | Scottish Open                        | Cao Yupeng        | 9–8   |
| Zwycięzca | 14. | 2018 | Riga Masters (2)                     | Jack Lisowski     | 5–2   |
| Finalista | 8.  | 2018 | International Championship (2)       | Mark Allen        | 5–10  |
| Zwycięzca | 15. | 2019 | Welsh Open (2)                       | Stuart Bingham    | 9–7   |
| Finalista | 9.  | 2019 | Players Championship (3)             | Ronnie O’Sullivan | 4–10  |
| Finalista | 10. | 2019 | Tour Championship                    | Ronnie O’Sullivan | 11–13 |
| Zwycięzca | 16. | 2019 | China Open (2)                       | Jack Lisowski     | 11–4  |
| Zwycięzca | 17. | 2020 | European Masters                     | Zhou Yuelong      | 9–0   |
| Finalista | 11. | 2020 | German Masters                       | Judd Trump        | 6–9   |
| Zwycięzca | 18. | 2020 | World Grand Prix                     | Graeme Dott       | 10–8  |
| Finalista | 12. | 2020 | English Open                         | Judd Trump        | 8–9   |
| Zwycięzca | 19. | 2020 | UK Championship (3)                  | Judd Trump        | 10–9  |
| Zwycięzca | 20. | 2021 | Tour Championship                    | Ronnie O’Sullivan | 10–4  |
| Zwycięzca | 21. | 2021 | English Open                         | John Higgins      | 9–8   |
| Finalista | 13. | 2021 | World Grand Prix                     | Ronnie O’Sullivan | 8–10  |
| Zwycięzca | 22. | 2022 | Players Championship                 | Barry Hawkins     | 10–5  |
| Zwycięzca | 23. | 2022 | Tour Championship (2)                | John Higgins      | 10–9  |
| Zwycięzca | 24. | 2024 | English Open                         | Wu Yize           | 9–7   |
| Zwycięzca | 25. | 2025 | World Grand Prix                     | Stuart Bingham    | 10–0  |
| Zwycięzca | 26. | 2025 | Saudi Arabia Snooker Masters         | Ronnie O’Sullivan | 10–9  |

### Finały minor ranking: 5 (4-1)
| Rezultat  |    | Rok  | Turniej                                  | Przeciwnik    | Wynik |
| --------- | -- | ---- | ---------------------------------------- | ------------- | ----- |
| Zwycięzca | 1. | 2011 | Klasyka warszawska                       | Ricky Walden  | 4–1   |
| Zwycięzca | 2. | 2011 | Puchar Międzynarodowy im. Alexa Higginsa | Judd Trump    | 4–1   |
| Zwycięzca | 3. | 2012 | Gdynia Open                              | Jamie Burnett | 4–3   |
| Finalista | 1. | 2013 | Bułgarskie Otwarte                       | John Higgins  | 1–4   |
| Zwycięzca | 4. | 2015 | Gdynia Open                              | Mark Williams | 4–0   |

### Finały nierankingowe: 12 (7-5)
| Legenda                     |
| --------------------------- |
| Masters (snooker) (2–2)     |
| Champion of Champions (2–1) |
| Inne (3–2)                  |

| Rezultat  |    | Rok  | Turniej                    | Przeciwnik        | Wynik |
| --------- | -- | ---- | -------------------------- | ----------------- | ----- |
| Zwycięzca | 1. | 2003 | Masters Qualifying Event   | Dominic Dale      | 6–5   |
| Zwycięzca | 2. | 2012 | The Masters                | Shaun Murphy      | 10–6  |
| Zwycięzca | 3. | 2012 | General Cup                | Ricky Walden      | 7–6   |
| Finalista | 1. | 2013 | The Masters                | Mark Selby        | 6–10  |
| Finalista | 2. | 2013 | Six-red World Championship | Mark Davis        | 4–8   |
| Finalista | 3. | 2013 | General Cup                | Mark Davis        | 2–7   |
| Finalista | 4. | 2015 | The Masters (2)            | Shaun Murphy      | 2–10  |
| Zwycięzca | 4. | 2015 | Champion of Champions      | Mark Allen        | 10–5  |
| Zwycięzca | 5. | 2017 | Hong Kong Masters          | Ronnie O’Sullivan | 6–3   |
| Zwycięzca | 6. | 2019 | Champion of Champions (2)  | Judd Trump        | 10–9  |
| Finalista | 5. | 2020 | Champion of Champions      | Mark Allen        | 6–10  |
| Zwycięzca | 7. | 2022 | The Masters (2)            | Barry Hawkins     | 10–4  |

### Finały Pro-am: 2 (0-2)
| Rezultat  |    | Rok  | Turniej                  | Przeciwnik    | Wynik |
| --------- | -- | ---- | ------------------------ | ------------- | ----- |
| Finalista | 1. | 2007 | Paul Hunter English Open | Mateusz Couch | 5–6   |
| Finalista | 2. | 2010 | Austrian Open (snooker)  | Judd Trump    | 4–6   |

### Finały drużynowe: 2 (2-0)
| Rezultat  |    | Rok  | Turniej                               | Zespół/partner         | Przeciwnik               | Wynik |
| --------- | -- | ---- | ------------------------------------- | ---------------------- | ------------------------ | ----- |
| Zwycięzca | 1. | 2008 | Mistrzostwa Świata w Grach Mikstowych | Reanne Evans           | Joe Perry Leah Willett   | 3–1   |
| Zwycięzca | 2. | 2022 | Mistrzostwa Świata w Grach Mikstowych | Nutcharut Wongharuthai | Mark Selby Rebecca Kenna | 4–2   |

### Tytuły amatorskie
- Mistrzostwa Australii U21 – 2000, 2003
- Mistrzostwa Oceanii – 2000
- Otwarte Mistrzostwa Australii Południowej – 2001
- Otwarte Mistrzostwa Wiktorii – 2001, 2002
- Mistrzostwa Australian Open – 2002
- Pomnik Freda Osborne’a – 2002, 2004
- Klasyczny Lance’a Pannella – 2002, 2004
- Klasyczne rozgrywki klubowe lig Central Coast Leagues – 2003, 2004, 2006, 2007
- Mistrzostwa Świata IBSF U-21 – 2003[46]
- Zachodnie Wybrzeże Międzynarodowe – 2004, 2005, 2006, 2007
- Puchar Królów Australii – 2006, 2008
- Mistrzostwa Miasta Melbourne – 2008, 2009